# Христюк, Иван Федотович
Иван Федотович Христюк (13 сентября 1924, Николаевка — 9 июня 1993) — разведчик 1-й отдельной гвардейской воздушно-десантной разведывательной роты гвардии красноармеец — на момент представления к награждению орденом Славы 1-й степени.

## Биография
Родился 13 сентября 1924 года в селе Николаевка (ныне — Новомосковского района Днепропетровской области). Украинец. Член ВКП/КПСС с 1949 года. Окончил 2 курса педагогического техникума. Работал в колхозе.
В Красной Армии и на фронте в Великую Отечественную войну с мая 1943 года. В составе 5-й гвардейской армии Воронежского фронта участвовал в Курской битве и Белгородско-Харьковской наступательной операции, освобождал левобережную Украину в составе Степного фронта, форсировал Днепр в районе Кременчуга. В марте-апреле 1944 года в составе 4-й гвардейской армии участвовал в Уманско-Ботошанской операции, в ходе которой форсировал реку Днестр. С мая 1944 года в составе 7-й гвардейской армии участвовал в Ясско-Кишиневской стратегической, Дебреценской и Будапештской стратегической наступательных операциях. Войну закончил в Чехословакии.
Разведчик 1-й отдельной гвардейской воздушно-десантной разведывательной роты гвардии красноармеец Xристюк 22 сентября 1944 года у села Галешти выдвинулся на перехват группы автоматчиков, четверых из них уничтожил, одного пленил и доставил в часть.
Приказом командира 6-й гвардейской воздушно-десантной дивизии от 30 сентября 1944 года за мужество, проявленное в боях с врагом, гвардии красноармеец Xристюк награждён орденом Славы 3-й степени.
5 декабря 1944 года при прорыве обороны противника в районе населённого пункта Вершег одним из первых ворвался в траншею, где огнём из автомата сразил девять солдат, в том числе два пулемётных расчёта.
Приказом по 7-й гвардейской армии от 9 января 1945 года гвардии красноармеец Xристюк награждён орденом Славы 2-й степени.
7 апреля 1945 года с группой разведчиков форсировал реку Морава в районе населённого пункта Штилльфрид. Когда началась переправа основных сил полка, Христюк, действуя из засады, истребил свыше десяти солдат противника и подавил огонь вражеского пулемёта. Группа, закрепившись на плацдарме, удержала его до подхода основных сил.
Указом Президиума Верховного Совета СССР от 15 мая 1946 года за мужество, отвагу и героизм, проявленные в борьбе с захватчиками, гвардии красноармеец Христюк Иван Федотович награждён орденом Славы 1-й степени.
В 1946 году демобилизован. Вернулся в родное село. В 1950 году окончил зооветеринарный техникум. Работал председателем колхоза.
Награждён орденами Ленина, Отечественной войны 1-й степени, Красной Звезды, Славы 1-й, 2-й и 3-й степени, медалями.
Умер 9 июня 1993 года.